# Giovanni Adorni
Giovanni Adorni (Felino, 1806 – Parma, 14 ottobre 1877) è stato un letterato, scrittore e storico italiano.